# Frank Troeh
Frank Merlin Troeh (ur. 19 lutego 1882 w Sioux City, zm. 24 grudnia 1968 w Portland) – amerykański strzelec, mistrz olimpijski.
Strzelanie do rzutków zaczął uprawiać w wieku 31 lat. W latach 1927–1930 był kapitanem drużyny narodowej w trapie, a w latach 1931, 1933–1936, 1938 i 1940 był członkiem reprezentacji. W zawodach startował jeszcze w latach 50., zdobywając w ciągu całej swojej kariery 16 tytułów mistrza kraju i 24 tytuły mistrza stanowego, w tym 17 w Oregonie (w którym mieszkał przez 45 lat). Przez pewien czas prowadził sklep sportowy w Vancouver.
Troeh uczestniczył w Letnich Igrzyskach Olimpijskich 1920 w dwóch konkurencjach. Został indywidualnym wicemistrzem olimpijskim w trapie, w którym przegrał wyłącznie z Markiem Arie. W zmaganiach drużynowych Amerykanie zostali złotymi medalistami, a Troeh uzyskał drugi wynik w zespole (skład reprezentacji: Mark Arie, Horace Bonser, Jay Clark, Forest McNeir, Frank Troeh, Frank Wright). Zakwalifikował się również na Letnie Igrzyska Olimpijskie 1924, jednak nie wziął w nich udziału, gdyż zakwestionowano jego status amatora (za młodu grał półprofesjonalnie w baseball).
W 1970 roku został wprowadzony do Trap Shooting Hall of Fame.

## Wyniki

### Igrzyska olimpijskie
| Igrzyska | Konkurencja     | Wynik                           | Miejsce | Źródło |
| -------- | --------------- | ------------------------------- | ------- | ------ |
| IO 1920  | Trap            | 93 pkt.                         |         | [ 1 ]  |
| IO 1920  | Trap, drużynowo | 547 pkt. (druż.) 94 pkt. (ind.) |         | [ 2 ]  |